# Amanda Hess
Amanda Stromwall Hess é uma jornalista americana conhecida por cobrir cultura da internet. Foi crítica do The New York Times e também escreveu para revistas como Wired, ESPN e Elle.

## Vida
Amanda Hess nasceu em North Scottsdale, Arizona, filha de Layne Stromwall e Gerald Hess. Graduou-se na Universidade George Washington, em Whashington D.C.

## Carreira
Hess foi colunista que cobria a internet para a revista Slate, foi editora da revista GOOD e colunista que cobria vida noturna e artes do Washington City Paper.
Seu primeiro artigo foi publicado em 10 de maio de 2013 na revista T, onde cobriu uma festa em Hollywood em ocasião do Playmate do Ano da Playboy.

### Pacific Standard
Em 2014, Hess escreveu um artigo para a Pacific Standard entitulado  "Why Women Aren't Welcome on the Internet" (Por Que Mulheres Não São Bem-Vindas na Internet), onde detalhou experiências de mulheres que sofreram assédio virtual de característica misógina. O artigo ganhou o Sidney Award da The Sidney Hillman Foundation em 2014 e o Public Interest Award da American Society of Magazine Editors em 2015. Conor Friedersdorf escreveu no The Atlantic que o artigo de Hess era "persuasivo ao argumentar que ameaças de violência online são algo comum e têm grandes implicações na sociedade online".

### The New York Times
Em março de 2016, Hess foi agraciada com a Bolsa David Carr do The New York Times.
Em 2017, Hess estreou uma série de vídeos para o jornal sobre cultura da internet chamados "Internetting With Amanda Hess" (Internetando com Amanda Hass). A temporada de 2017 teve 5 episódios, e a de 2018 contou com 5 episódios e 3 episódios "After Dark" (Depois do Escurecer).
Em dezembro de 2023, era crítica do The New York Times e contribuidora do The New York Times Magazine.

## Vida pessoal
Casou-se com Marc Tracy em 2 de novembro de 2019 no Brooklyn Historical Society, Brooklyn, Nova Iorque. A cerimônia foi realizada pelo rabi Matt Green. Eles têm um filho.